# HTTP基本认证
在HTTP中，基本认证（英語：Basic access authentication）是允许http用户代理（如：网页浏览器）在请求时，提供 用户名 和 口令 的一种方式。
在进行基本认证的过程里，请求的HTTP头字段会包含Authorization字段，形式如下： Authorization: Basic <凭证>，该凭证是用户和密码的组和的base64编码。
最初，基本认证是定义在HTTP 1.0规范（RFC 1945）中，后续的有关安全的信息可以在HTTP 1.1规范（RFC 2616）和HTTP认证规范（RFC 2617）中找到。于1999年 RFC 2617 过期，于2015年的 RFC 7617 重新被定义。
在MDN网站，已经有对应的维基文章。

## 优点
HTTP基本认证 是一种十分简单的技术，使用的是 HTTP头部字段 强制用户访问网络资源，而不是通过必要的cookie、会话ID、登录页面等（非获取访问控制的）手段。
基本上所有流行的网页浏览器都支持基本认证。基本认证很少在可公开访问的互联网网站上使用，有时候会在小型私有系统中使用（如路由器网页管理接口）。之后诞生的 HTTP摘要认证 用于替代基本认证，允许密钥以相对安全的方式在不安全的通道上传输。
程序员和系统管理员有时会在可信网络环境中使用基本认证。由于，基本认证使用的是Base64，可解码成明文，因此使用Telnet等网络协议工具进行监视时，可以直接获取内容，并用于诊断。

## 缺点
基本认证 并没有为传送凭证（英語：transmitted credentials）提供任何机密性的保护。仅仅使用 Base64 编码并传输，而没有使用任何 加密 或 散列算法。因此，基本认证常常和 HTTPS 一起使用，以提供机密性。
现存的浏览器保存认证信息直到标签页或浏览器被关闭，或者用户清除历史记录。HTTP没有为服务器提供一种方法指示客户端丢弃这些被缓存的密钥。这意味着服务器端在用户不關閉瀏覽器的情況下，並没有一种有效的方法来让用户登出。
同时 HTTP 并没有提供登出机制。但是，在一些浏览器上，存在清除凭证（credentials ）缓存的方法。

## 原理

### 文字过程
这一个典型的HTTP客户端和HTTP服务器的对话，服务器安装在同一台计算机上（localhost），包含以下步骤：
1. 客户端请求一个需要身份认证的页面，但是没有提供用户名和口令。这通常是用户在地址栏输入一个URL，或是打开了一个指向该页面的链接。
2. 服务端响应一个401应答码[4]，并提供一个认证域（英語：Access Authentication）[5]，头部字段为：WWW-Authenticate，该字段为要求客户端提供适配的资源。[6]WWW-Authenticate: Basic realm="Secure Area" 该例子，Basic 为验证的模式，realm="Secure Area"为保护域，用于与其他请求URI作区别。
3. 接到应答后，客户端显示该认证域给用户并提示输入用户名和口令。此时用户可以选择确定或取消。
4. 用户输入了用户名和口令后，客户端软件将对其进行处理，并在原先的请求上增加认证消息头（英語：Authorization）然后重新发送再次尝试。过程如下：
  1. 将用户名和口令拼接为用户:密码形式的字符串。
  2. 如果服务器WWW-Authenticate字段有指定编码，则将字符串编译成对应的编码（如：UTF-8）。
  3. 将字符串编码为base64。
  4. 拼接Basic ，放入Authorization头字段，就像这样：Authorization Basic 字符串。  示例：用户名：Aladdin ，密码：OpenSesame ，拼接后为Aladdin:OpenSesame，编码后QWxhZGRpbjpPcGVuU2VzYW1l，在HTTP头部里会是这样：Authorization: Basic QWxhZGRpbjpPcGVuU2VzYW1l。  Base64编码并非加密算法，其无法保证安全与隐私，仅用于将用户名和口令中的不兼容的字符转换为均与HTTP协议兼容的字符集。
5. 在本例中，服务器接受了该认证屏幕并返回了页面。如果用户凭据非法或无效，服务器可能再次返回401应答码，客户端可以再次提示用户输入口令。

注意:客户端有可能不需要用户交互，在第一次请求中就发送认证消息头。

### 电文过程

#### 1.客户端请求（没有认证信息）
```
GET
 
/private/index.html
 
HTTP
/
1.0

Host
:
 
localhost

```

（跟随一个换行，以回车（CR）加换行（LF）的形式）

#### 2.服务端应答
```
HTTP/1.0 401 Authorization Required
Server: HTTPd/1.0
Date: Sat, 27 Nov 2004 10:18:15 GMT
WWW-Authenticate: Basic realm="Secure Area"
Content-Type: text/html
Content-Length: 311

<!DOCTYPE HTML PUBLIC "-//W3C//DTD HTML 4.01 Transitional//EN"

 "http://www.w3.org/TR/1999/REC-html401-19991224/loose.dtd">

<
HTML
>

  
<
HEAD
>

    
<
TITLE
>
Error
</
TITLE
>

    
<
META
 
HTTP-EQUIV
=
"Content-Type"
 
CONTENT
=
"text/html; charset=ISO-8859-1"
>

  
</
HEAD
>

  
<
BODY
><
H1
>
401 Unauthorized.
</
H1
></
BODY
>

</
HTML
>

```

#### 3.客户端请求（有认证信息）
用户名“Aladdin”，口令 “open sesame”
```
GET
 
/private/index.html
 
HTTP
/
1.0

Host
:
 
localhost

Authorization
:
 
Basic QWxhZGRpbjpvcGVuIHNlc2FtZQ==

```

（跟随一个空行，如上所述）
Authorization消息头的用户名和口令的值可以容易地编码和解码。

#### 4.服务端的应答
```
HTTP
/
1.0
 
200
 
OK

Server
:
 
HTTPd/1.0

Date
:
 
Sat, 27 Nov 2004 10:19:07 GMT

Content-Type
:
 
text/html

Content-Length
:
 
10476

```

（跟随一个空行，随后是需凭据页的HTML文本）。